# Gunung Rejo (Sudimoro)
Gunung Rejo is een bestuurslaag in het regentschap Pacitan van de provincie Oost-Java, Indonesië. Gunung Rejo telt 2180 inwoners (volkstelling 2010).